# Капо Скардикио (Бари)
Капо Скардикио (итал. Capo Scardicchio) је насеље у Италији у округу Бари, региону Апулија.
Према процени из 2011. у насељу је живело 308 становника. Насеље се налази на надморској висини од 55 м.